# Vulcanização
A vulcanização é um método criado em 1839 pelo inventor estadunidense Charles Goodyear que consiste geralmente na adição de enxofre e aplicação de calor e pressão à uma composição  de borracha, a fim de dar a forma e propriedades do produto final.

## História
A pedido do gerente da Roxbury Rubber Company, de Boston, Charles Goodyear começou a estudar a forma da borracha resistir a variações de temperatura. Após várias tentativas sem sucesso, conseguiu obter borracha vulcanizada, misturando enxofre com borracha, em alta temperatura. Em 1855, recebeu a Grande Médaille d'Honneur e a Croix de la Légion d'Honneur. Esse processo foi descoberto acidentalmente em 1839 por Charles Goodyear, que era realmente fascinado com a ideia de tornar a borracha imune às mudanças de temperatura.  Assim, certo dia, depois de várias tentativas, Goodyear deixou acidentalmente uma mistura de borracha e enxofre cair sobre o fogão quente.  Ele notou que a borracha não chegou a derreter, mas apenas queimou um pouco.
Desse modo, percebeu que a adição de enxofre à borracha a torna mais resistente.  Goodyear batizou esse processo de vulcanização, em homenagem ao deus romano do fogo, Vulcano. Goodyear, assim, determinou a temperatura e tempo de aquecimento ideal para estabilizar a borracha. Em seguida patenteou a nova invenção.

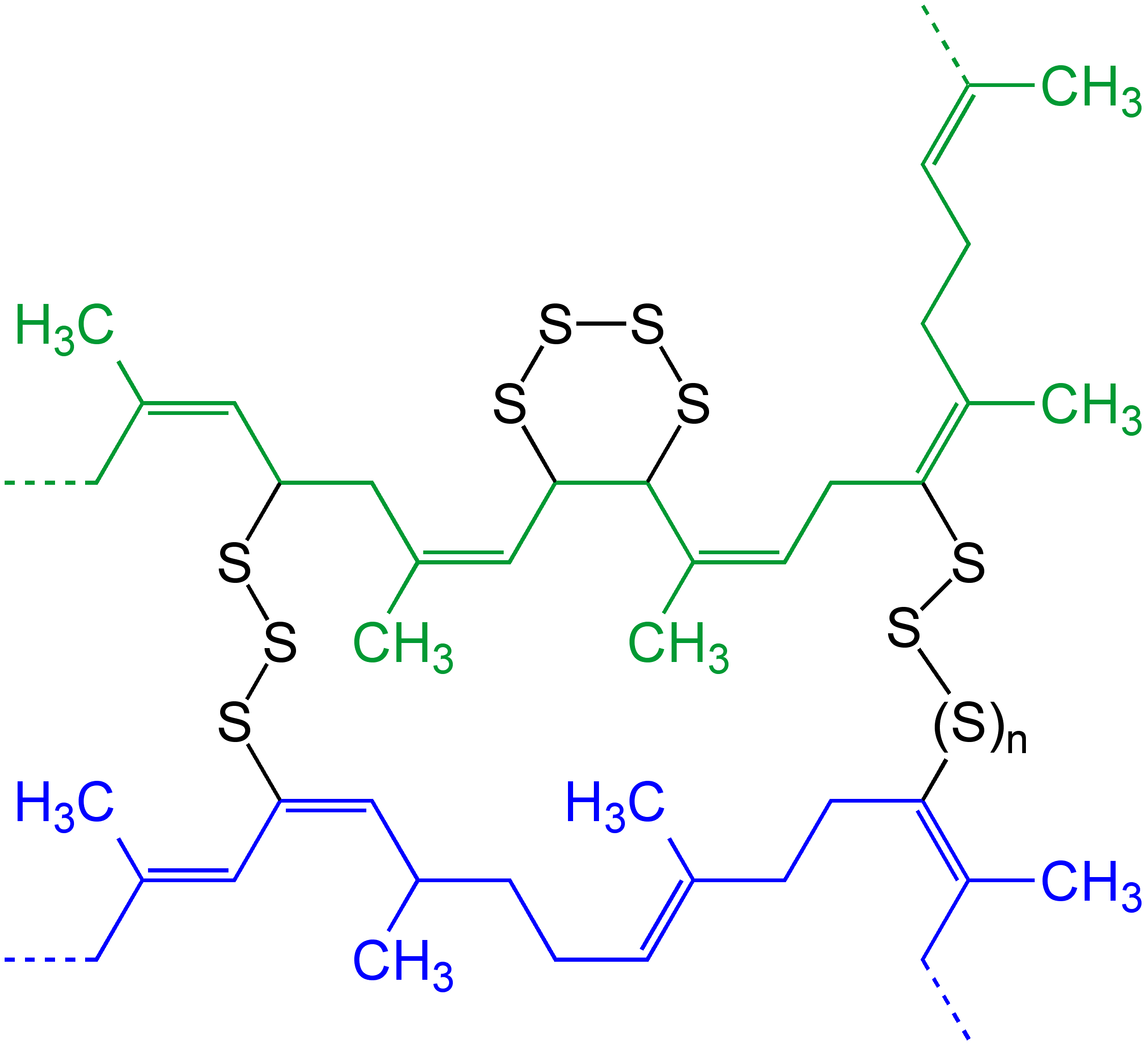
Vulcanização (n = 0, 1, ...)

A borracha utilizada no início do século XVIII apresentava dois grandes problemas: os usuários encontravam dificuldades em trabalhar com a borracha sólida e os artefatos tornavam-se moles e pegajosos quando submetidos ao calor.  Em tempo frio, tornavam-se progressivamente duros e rígidos, até que no rigor do inverno, tornavam-se quase completamente inflexíveis. Além disso, desenvolviam odores desagradáveis após um período curto de tempo. A descoberta do processo que levou a superar essas deficiências se deve principalmente ao trabalho de três pesquisadores: Nathaniel Hayward, Thomas Hancock e Charles Goodyear. 
Em 1838 Hayward descobriu que misturando enxofre à borracha e expondo o composto a luz do sol (processo de solarização) a superfície do composto deixava de ser pegajosa. Esta descoberta foi um grande passo na direção da vulcanização e este processo foi patenteado pelo seu descobridor. A partir da descoberta de Hayward, Goodyear trabalhando sobre o mesmo problema, descobriu que aquecendo o composto de borracha e enxofre obtinha-se produtos com propriedades notavelmente superiores as da borracha original. Goodyear patenteou este processo em 1841. Pouco tempo após o britânico Hancock independentemente, patenteou um processo similar. Goodyear e Hancock publicaram então suas descobertas de forma detalhada em 1856 e 1857, respectivamente.
	A palavra vulcanização foi inventada e sugerida por Hancock e William Brockedon, que a derivou de Vulcano, o deus do fogo, significando assim que na vulcanização tanto o calor como o enxofre (que é de origem vulcânica) estão envolvidos na reação. De qualquer forma, o processo de reticulação a base de enxofre é denominado vulcanização.

## Processos de reticulação
Os processo de reticulação de elastômeros mais conhecidos são: com enxofre (vulcanização) e com peróxido. 
Os tipos de ligações cruzadas em um composto determinado podem afetar as propriedades físicas. Por exemplo, ligações cruzadas de monossulfetos introduzidos em borracha natural através de dissulfetos de tiurã, produzem uma maior resistência ao calor, porém menor resistência mecânica quando comparadas as ligações cruzadas formadas por dissulfetos ou polissulfetos derivados da vulcanização de enxofre convencional. Variando o tipo de acelerador não só podem afetar as propriedades físicas ou de envelhecimento dos vulcanizados, mas até mesmo a sua resistência à degradação microbiológica.

### Vulcanização
Vulcanização de elastômeros na presença de enxofre foi estudada por muitos pesquisadores. Esse tipo de reticulação é a mais comumente utilizada para materiais elastoméricos. A vulcanização de elastômeros utilizando enxofre e sem a presença de aceleradores pode ocorrer de acordo com a Figura de reações de vulcanização de elastômero utilizando enxofre e sem a presença de aceleradores.

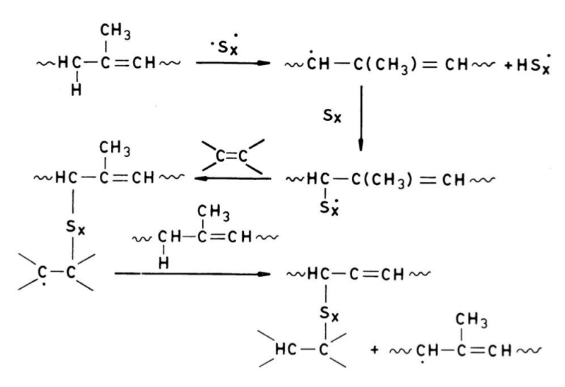
Reações de vulcanização de elastômero utilizando enxofre e sem a presença de aceleradores

O processo de vulcanização sem aceleradores é considerado demorado, tornando-o inviável para aplicações industriais, o que justifica a utilização de aceleradores no processo de vulcanização. Tal processo pode ser descrito da seguinte maneira: Primeiro, um complexo ativo do acelerador é formado através de uma interação preliminar entre o acelerador e o ativador, na presença de zinco solúvel. Esse complexo pode reagir com o enxofre molecular, mediante a abertura do anel de S8, para formar um agente sulfurante. Em etapa subsequente, o agente sulfurante pode reagir com as cadeias de borracha para formar um precursor de ligações cruzadas. A evolução do precursor leva ao desenvolvimento de ligações cruzadas polissulfídicas. Por fim, a diminuição da eficiência na formação de ligações cruzadas pode ocorrer devido a reações laterais, como decomposição ou dessulfurização dos precursores. Devido a estas reações laterais, a formação de sulfetos cíclicos, dienos conjugados, trienos, ZnS, e grupos monossulfídicos pendentes pode ser observada. Estas espécies não são capazes de contribuir para a geração de ligações cruzadas.
Estudos mostraram que a atividade, a concentração do complexo zinco-acelerador e a temperatura são as principais variáveis de controle para as possíveis reações laterais citadas. A rede de ligações cruzadas inicial sofre maturação e durante esse processo ocorre a dessulfurização (diminuição do tamanho das ligações cruzadas, eventualmente levando a ligações monossulfídicas) e/ou a decomposição das ligações cruzadas polissulfídicas.
As ligações cruzadas geradas a partir de enxofre são classificadas em:
Monossulfídicas (-C-S-C-) quando apenas um átomo de enxofre liga duas cadeias de carbono através de duas unidades de isopreno.
Dissulfidicas (-C-S2-C-) quando dois átomos de enxofre ligam duas cadeias de carbono, através de duas unidades de isopreno.
Polissulfídicas (-C-Sx-C-) quando mais de dois átomos de enxofre ligam duas cadeias de carbono, através de duas unidade de isopreno.
A energia necessária para a formação das ligações varia com o tipo de ligações formadas, como mostra a Tabela (a título de informação, a ligação C-C requer 344 kJ/mol). Igualmente, o comportamento do elastômero variará em função da natureza das ligações cruzadas formadas.
O tipo, densidade e distribuição as ligações cruzadas são muito importantes na determinação das propriedades que o composto de borracha irá assumir. Com o aumento das ligações cruzadas as forças de tensão alcançam um valor máximo e então diminuem, enquanto que a resiliência e a resistência à fluência (creep) continuam a aumentar com o aumento das ligações cruzadas. Um composto de borracha natural bem vulcanizado, no seu ótimo de cura, contém 5x10-5 mols de ligações cruzadas por grama de borracha. Para uma borracha com peso molecular de 250 000 unidades de massa atômica, isto significa aproximadamente 25 ligações cruzadas ao longo de cada cadeia de polímero, ou ainda uma média de 1 ligação para cada 150 unidades de isopreno. A densidade de ligações cruzadas total existente em um composto de vulcanizado pode ser dada pela soma das ligações monossulfídicas, dissulfídicas e polissulfídicas.
DLCtotal = Mono + Di+Poli 				(1)
Onde, DCLtotal = densidade de ligações cruzadas total. Mono = ligações monossulfídicas. Di = ligações dissulfídicas. Poli = ligações polissulfídicas.
Em laboratório, é possível obter o DLCtotal e a participação de cada um dos três tipo de ligação, através da reação de agentes químicos específicos para a quebra dos diferentes tipo de sulfetos. Através do intumescimento de amostras no solvente n-heptano e da pesagem da amostra antes e após o intumescimento, é possível obter o DCLtotal do composto. Para a obtenção das ligações Poli, utiliza-se uma solução de Propano-2-tiol/piperidina em n-heptano, e pesagem antes e após o intumescimento. As ligações Di são obtidas pelo intumescimento em n-Hexano-tiol/piperidina e pesagem antes e após o intumescimento. Por subtração na equação (1) obtém-se a participação das ligações mono.

#### Classificação dos sistemas de vulcanização
Os sistemas de vulcanização podem ser classificados de acordo com os teores de enxofre e acelerador, como: eficiente (teor de enxofre entre 0,3 a 1,0 phr e de acelerador entre 2,0 a 6,0 phr); semieficiente (teor de enxofre entre 1,0 a 2,0 phr e de acelerador entre 1,0 a 2,5phr); e convencional (teor de enxofre entre 2,0 a 3,5 phr e de acelerador entre 0,5 a 1,0 phr). O sistema eficiente induz a formação de ligações do tipo mono (C-S-C) e dissulfídicas (C-S-S-C) que aumentam a resistência ao envelhecimento do material, pela presença de ligações de enxofre termicamente fortes, o que está associado à superior estabilidade térmica e oxidativa; reduzem o tempo de pré-vulcanização e são responsáveis por módulos menores pela incapacidade de troca, rearranjo ou ruptura que não permite aliviar a tensão mecânica sem quebra da cadeia principal. No sistema semieficiente, o material vulcanizado apresenta boas propriedades mecânicas e dinâmicas e propriedades intermédias de resistência ao calor e reversão. Nos sistemas convencionais, onde se detecta o maior percentual das ligações polissulfídicas, há redução da resistência ao envelhecimento, porém conferem ao artefato alta resistência mecânica pela capacidade destas ligações rearranjarem-se sob tensão pela quebra ou rearranjo. A figura abaixo ilustra os tipos de ligações cruzadas formadas por enxofre.

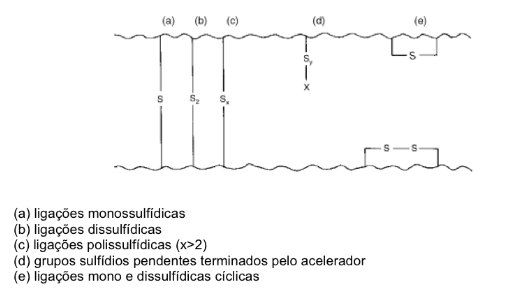
Tipos de ligações cruzadas formadas em borrachas

As propriedades físicas de uma composição elastomérica vulcanizável não se desenvolvem a uma mesma razão, como mostrado na  Figura onde ilustra a influência do teor de ligações cruzadas nas propriedades mecânicas de composições elastoméricas vulcanizadas.

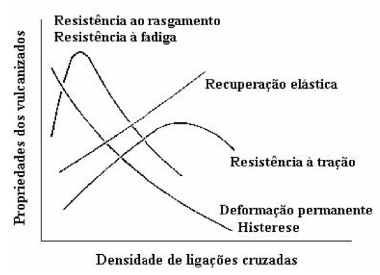
Variação de propriedades em função da formação de ligações cruzadas

### Reticulação com peróxido
Os peróxidos orgânicos são utilizados para reticular borrachas que são saturadas ou não contêm qualquer grupo reativo capaz de formar reticulações. Este tipo de agente de reticulação não entra na cadeia do polímero mas produz radicais que formam ligações carbono-carbono com cadeias adjacentes do mesmo. A reticulação com peróxidos, em geral, só produz ligações, C-C. Os peróxidos reagem mais rapidamente com outros ingredientes do composto de borracha do que os sistemas convencionais de vulcanização com enxofre, o que restringe o uso, por exemplo, de óleos e antioxidantes. A reticulação com peróxidos adquiriu importância com o desenvolvimento de borrachas sintéticas saturadas, tais como EVM, EPM, EPDM, CM, Q, etc.
As vantagens e desvantagens da reticulação por peróxido são dadas na Tabela.

## Aditivos de vulcanização
Outros componentes podem aparecer na formulação de um composto de borracha, dentre eles destaca-se as cargas reforçantes, plastificantes, os antioxidantes, etc. A cargas como negro de fumo, sílica, fibras, argilas e partículas esféricas em geral, são adicionas para incrementar ainda mais as propriedades físicas do elastômero, como resistência ao rasgo e módulo de elasticidade. Os plastificantes reduz as forças intermoleculares e aumenta o volume livre do polímero. Esse aditivo possui três funções básicas: diminuir a temperatura de processamento do polímero para valores menores do que sua temperatura de decomposição, modificar as propriedades do produto final (flexibilidade) e alterar as propriedades de processamento. Os antioxidantes têm por objetivo retardar ou evitar o processo de degradação dos polímeros orgânicos em presença de oxigênio e calor, principalmente durante o seu processamento, aumentando o tempo de vida útil dos produtos.  Outros aditivos também podem ser utilizados, classificando-os por função, os retardantes como o N-nitrosodifenilamina e os antiozonantes como o N’-p-fenilenediamina. Assim como os antioxidantes, esse agentes aparecem em pequenas quantidades. É importante salientar que, em geral, todo o ingrediente que comparece numa formulação de composto de borracha, introduz algum efeito na cinética da vulcanização, o que pode implicar que para qualquer alteração da formulação do composto, é necessário ensaios de laboratório para se conhecer as suas novas propriedades reológicas (além das físicas) que terão impacto no processo de vulcanização.

## Parâmetros de vulcanização
A vulcanização dos elastômeros ocorre por uma combinação dos aditivos de vulcanização, temperatura, pressão e tempo. Uma forma de avaliar esses parâmetros é através da reometria de discos oscilatórios. A combinação de agentes de vulcanização, aceleradores, ativadores, tipo de elastômero, teor de cargas reforçantes e outros aditivos da formulação do composto elastomérico são caracterizados através da curva reométrica. Neste ensaio, a amostra é mantida numa cavidade fechada sob pressão e alta temperatura, simulando a vulcanização e envolve um disco bicônico que oscila com pequeno arco. Esta ação exerce uma deformação cisalhante de forma que a força é proporcional à rigidez da amostra na amplitude máxima de deslocamento (torque). A medida que a vulcanização ocorre, a viscosidade aumenta até atingir um valor máximo ou um valor de equilíbrio. O gradiente de vulcanização é medido pela rapidez com que as propriedades físicas dos compostos são desenvolvidas com o tempo e temperatura na qual são expostos. Estas mudanças geralmente ocorrem em três estágios: período de indução; estágio de cura ou vulcanização e estágio de reversão ou sobrecura. como mostrada na Figura.

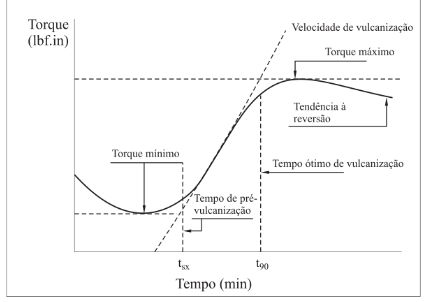
Curva típica de uma análise por reômetro de disco oscilatório

O período de indução representa o tempo, na temperatura de vulcanização, durante o qual não ocorre formação das ligações cruzadas. Após o período de indução, ocorre a formação das ligações cruzadas em uma velocidade dependente da temperatura, do tipo de borracha e do sistema de cura empregado. À medida que os aditivos do sistema de cura são consumidos, as reações de vulcanização tornam-se lentas até que uma rigidez ótima é atingida. Este ponto representa a vulcanização completa. Aquecimento adicional pode resultar em um aumento muito lento da rigidez ou em seu decréscimo, dependendo do tipo de borracha utilizado. Estas mudanças finais são conhecidas como sobrecura. Através da curva mostrada na Figura 4 é possível obter o torque mínimo (ML) que reflete razoavelmente a viscosidade de uma composição à temperatura de vulcanização considerada, torque máximo (MHR), que reflete razoavelmente o módulo do vulcanizado, o tempo de início de vulcanização (ts2) e o tempo necessário para que 90% da composição esteja vulcanizada (t90), também chamado de tempo ótimo de vulcanização e pode ser obtido pela equação 2.
t90 = (MH – ML) x 0,9 + ML 			(2)

## Processo de inchamento
As borrachas vulcanizadas, que são insolúveis em solventes pela presença de ligações cruzadas entre as cadeias, têm a capacidade de absorver líquidos, o que causa um aumento do seu volume, conhecido como fenômeno do inchamento em solventes. Baseado em observações experimentais, George e colaboradores (1999) propuseram um modelo esquemático, que é apresentado na Figura do modelo esquemático do efeito dos tipo de ligações cruzadas no inchamento por solvente em membranas de SBR, para ilustrar o comportamento no inchamento de membranas de SBR obtidas por diferentes sistemas de vulcanização e evidenciar a dependência não só do teor, mas do tipo de ligações cruzadas no grau de inchamento. É possível avaliar a dificuldade para o solvente penetrar em borrachas vulcanizadas por peróxido porque o número de ligações duplas C=C por unidade de volume é muito alto. Da mesma forma, a aproximação das moléculas de solvente nas amostras com alta densidade de ligações cruzadas polissulfídicas é dificultada. Quando há misturas de ligações, a aproximação das moléculas de solvente é facilitada pelo fato destes sistemas não apresentarem densidade de ligações cruzadas muito alta. Por outro lado, as moléculas de solvente podem facilmente penetrar sistemas em que a densidade de ligações mono e dissulfídica é muito baixa.
A relação de Flory-Rehner origina-se da combinação da teoria de Flory- Huggins para misturas polímero-solvente com a teoria da mecânica estatística para a variação da energia livre provocada pelo inchamento. A equação resultante (Equação 3), relaciona o inchamento com a densidade de ligações cruzadas em sistemas onde estas se movem simultaneamente e com a mesma velocidade durante o inchamento da amostra e pode ser usada para calcular a densidade de ligações cruzadas.
v = -[ln(1-Vr)+Vr+χVr2]/V0 (Vr1/3 +Vr/2)		 (3)
Onde:  v = densidade de ligações cruzadas: número de cadeias que participam efetivamente do retículo por unidade de volume da borracha (mol/cm3); Vr = fração em volume da borracha na rede inchada; V0 = volume molar do solvente (cm3/gmol);  χ = parâmetro de interação polímero-solvente.

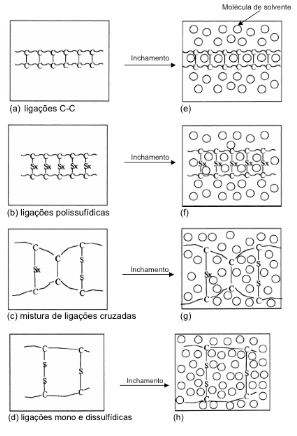
Modelo esquemático do efeito dos tipo de ligações cruzadas no inchamento por solvente em membranas de SBR

## Uso
Na vulcanização a borracha é aquecida na presença de enxofre e agentes aceleradores e ativadores. A vulcanização consiste na formação de ligações cruzadas nas moléculas do polímero individual, responsáveis pelo desenvolvimento de uma estrutura tridimensional rígida com resistência proporcional à quantidade destas ligações.
A vulcanização também pode ser feita a frio, tratando-se a borracha com dissulfeto de carbono (CS2) e cloreto de enxofre (SCl2). Quando a vulcanização é feita com quantidade maior de enxofre, obtém-se um plástico denominado ebonite ou vulcanite.
A determinação exata do método e das condições de vulcanização (tempo, temperatura e pressão), deverá ser feita não só tendo em vista a composição empregada, mas como também as dimensões do artefato a ser fabricado e sua aplicação. O estado de vulcanização afeta as várias propriedades físicas do artefato.

## Métodos
Vários são os métodos de efetuar a vulcanização, sendo os mais empregados:
- Vulcanização em Prensas;
- Vulcanização em Vapor Direto;
- Vulcanização a Ar Seco;
- Vulcanização Contínua;
- Pré-vulcanização (encauchados).

## Borracha vulcanizada e o meio ambiente

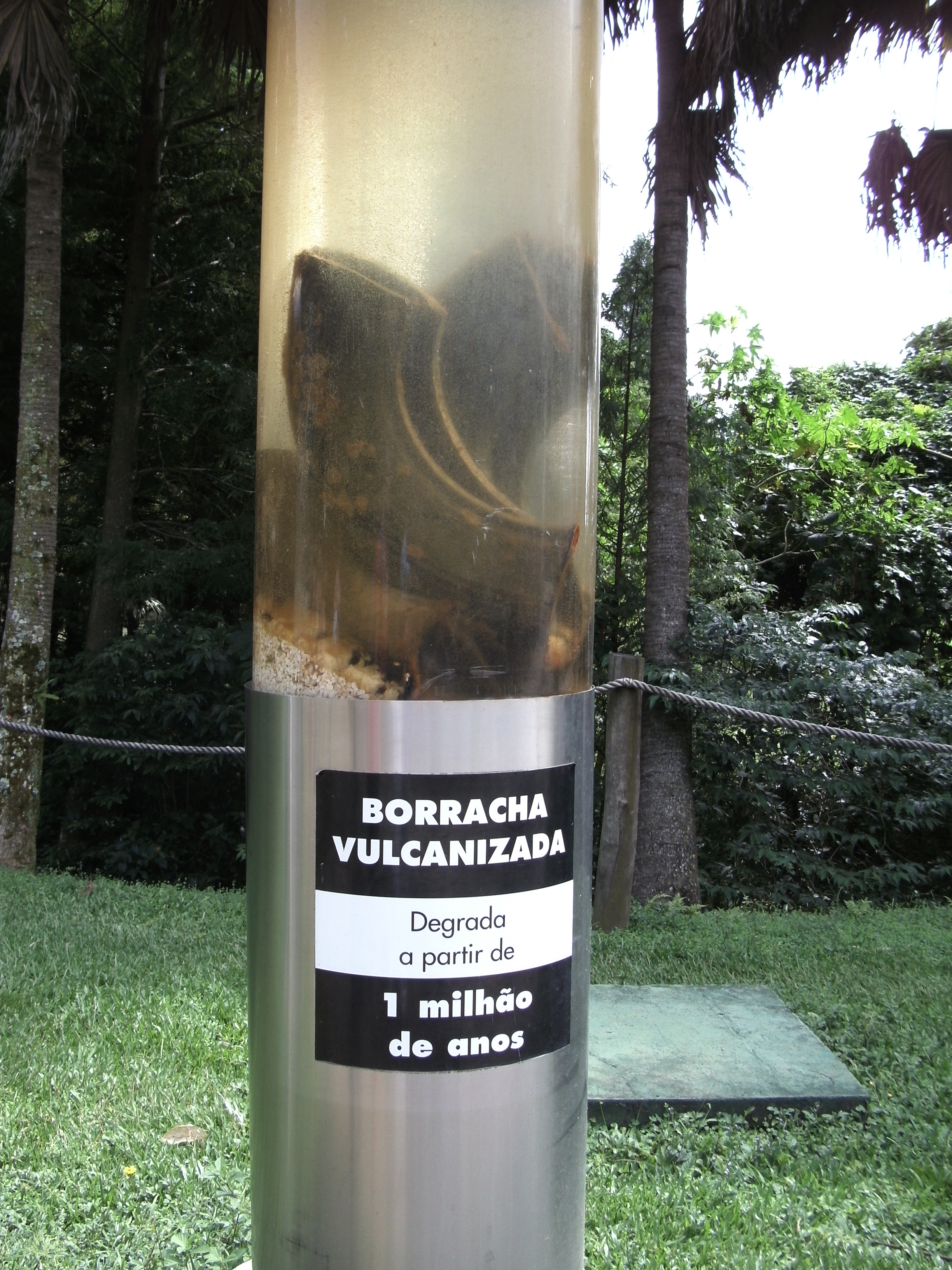
Borracha vulcanizada, cerca de 1 milhão de anos para se degradar no meio ambiente.

Um dos desafios para a sociedade, é o tratamento e descarte de resto e dejetos de borracha vulcanizada, uma vez que seu processo de degradação no ambiente é extremamente raro, pois possui tempo indeterminado de degradação pela natureza, representam um sério problema ambiental. A reciclagem de pneus é um dos meios encontrados para suprir essa necessidade de transformar a borracha dos pneus em materiais que possam ser reaproveitados.
Grandes quantidades de borracha são utilizadas na sua fabricação, e o desgaste leva à perda de apenas 1% do material. O restante do material, 99%, é inutilizado gerando desperdício de material e o acúmulo de dejectos em aterros sanitários.

### Resolução 258 doCONAMA
Trata de uma adequação gradativa entre o número de pneus produzidos ou importados pelo Brasil e o número que deverá ser reciclado ou destruído. Muitos pneus, após de seu uso normal, são dispensados em beiras de estradas e rios, entre outros diversos locais. Este é problema, pois os pneus tornam o ambiente propício para a proliferação de insetos e roedores e podendo obstruir canais de rios, causando enchentes.

### Aplicações na reciclagem
Podem ser utilizadas para gerar mais energia com a queima, matéria prima para pisos industriais, sapatos, tapetes de automóveis, borrachas de vedação, entre outros, contudo a demanda ainda é pequena em comparação á quantidade de dejectos a serem utilizados. É necessário para a sociedade, um processo que remova as ligações de enxofre da borracha vulcanizada, produzindo um material que seja reaproveitável.